# Hermann Trebbin

Rektor Hermann Trebbin (sitzend an der Tischmitte) im Kreis des Lehrerkollegiums der Müllroser Stadtschule um 1910

Franz Friedrich Hermann Trebbin (* 28. Mai 1881 in Golzow in der Uckermark; † 22. Juni 1954 in Müllrose) war Heimatforscher in Müllrose, in der Region der Schlaube und im Lebuser Land.
Er stammte aus einer Bauernfamilie und stieg nach dem Volksschulabschluss unter anderem durch den Besuch einer Präparandenanstalt und eines Lehrerseminars bis zum Schulrektor auf. Im Jahre 1910 wurde er Rektor der Müllroser Stadtschule, die lange Jahre seinen Namen trug. Dieses Amt hatte er bis 1930 inne, als er wegen eines Gehörleidens aus dem Schuldienst ausschied. Das Leiden war die Folge eines in der Jugend erlittenen Blitzschlages.
Nach dem Ausscheiden aus dem Berufsleben widmete er sich der Erforschung der Heimatgeschichte. Im Mittelpunkt seiner Forschungen standen die Geschichte und Kultur der Stadt Müllrose, des Kreises Lebus und der Stadt Frankfurt (Oder).
Aufgrund seiner Tätigkeit wurde am 10. Dezember 1933 das Heimatmuseum im Rathaus der Stadt Müllrose eröffnet. 1934 erschien die Erstausgabe seiner Müllroser Stadtgeschichte: Müllrose – aus den Schicksalen und Kämpfen einer märkischen Landstadt, 1937 und 1939 gefolgt von den beiden ersten Bänden der auf drei Bände geplanten Reihe Aus der Vergangenheit des Kreises Lebus und der Stadt Frankfurt an der Oder.
Eine weitere Veröffentlichung seiner schriftstellerischen Aktivitäten wurde durch den Zweiten Weltkrieg und die anschließende Gründung der DDR verhindert. Den vorhandenen Aufzeichnungen aus dem Bestand des Heimatmuseums lässt sich entnehmen, dass Hermann Trebbin, wie viele andere Zeitgenossen auch, anfangs vom nationalsozialistischen Regime beeindruckt war. Spätestens ab Beginn des Zweiten Weltkrieges sah er das Hitler-Regime jedoch deutlich kritischer, sodass eine Veröffentlichung seiner Dokumentation erhebliche Schwierigkeiten mit sich gebracht hätte. Die Nachkriegsjahre boten auf Grund seiner anfänglich hitlerfreundlichen Formulierungen und Äußerungen ebenfalls keine Möglichkeit der Veröffentlichung, da man ihn vermutlich als nationalsozialistisch orientiert eingestuft hätte. So erfolgte ein Nachdruck seiner Müllroser Stadtgeschichte mit erläuterndem Vorwort erst im Jahre 2003.
Hermann Trebbin wurde auf dem Mittelfriedhof in Müllrose beigesetzt, seine Frau Katharina verstarb 1971.

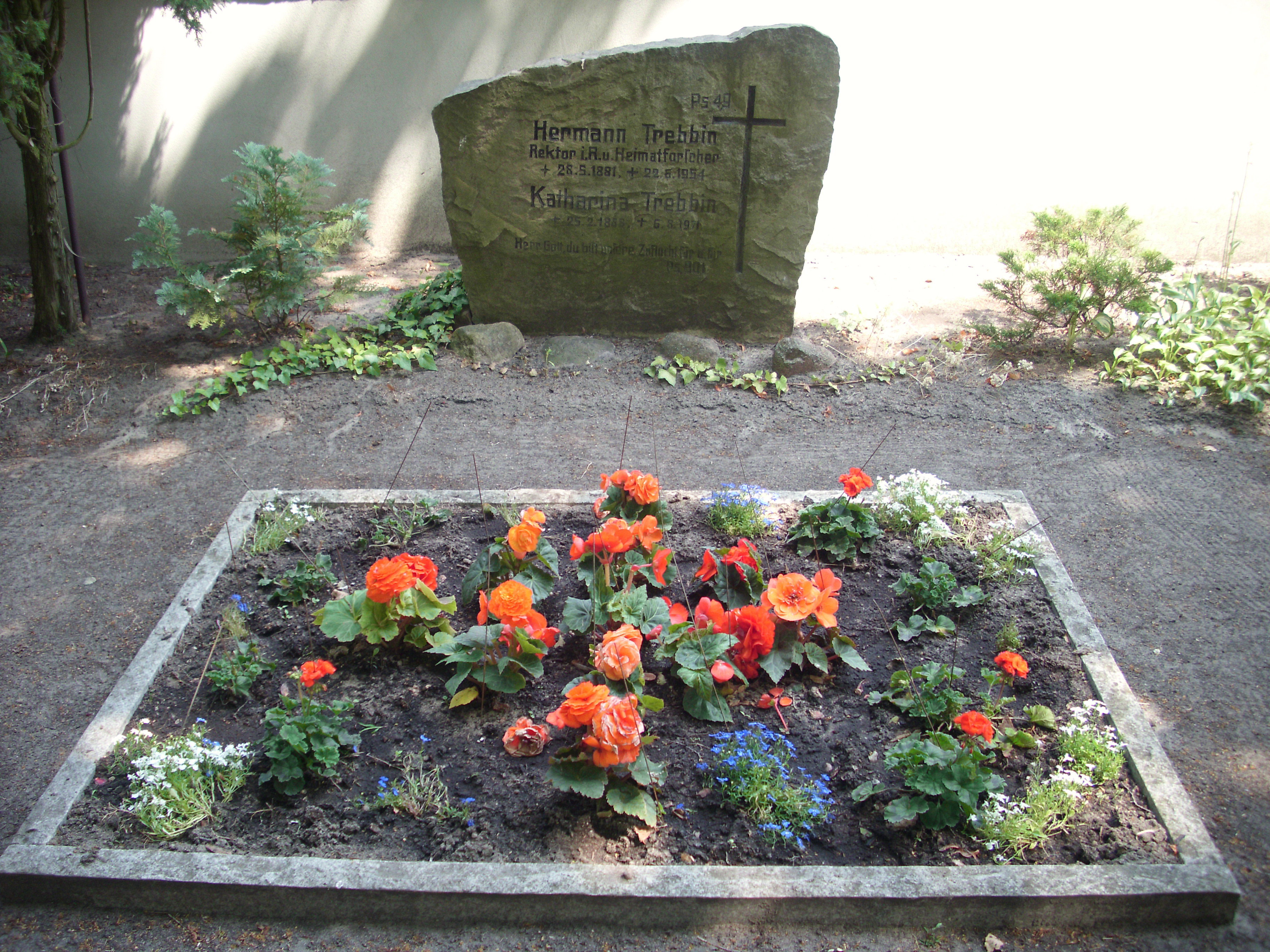
Grabstätte in Müllrose
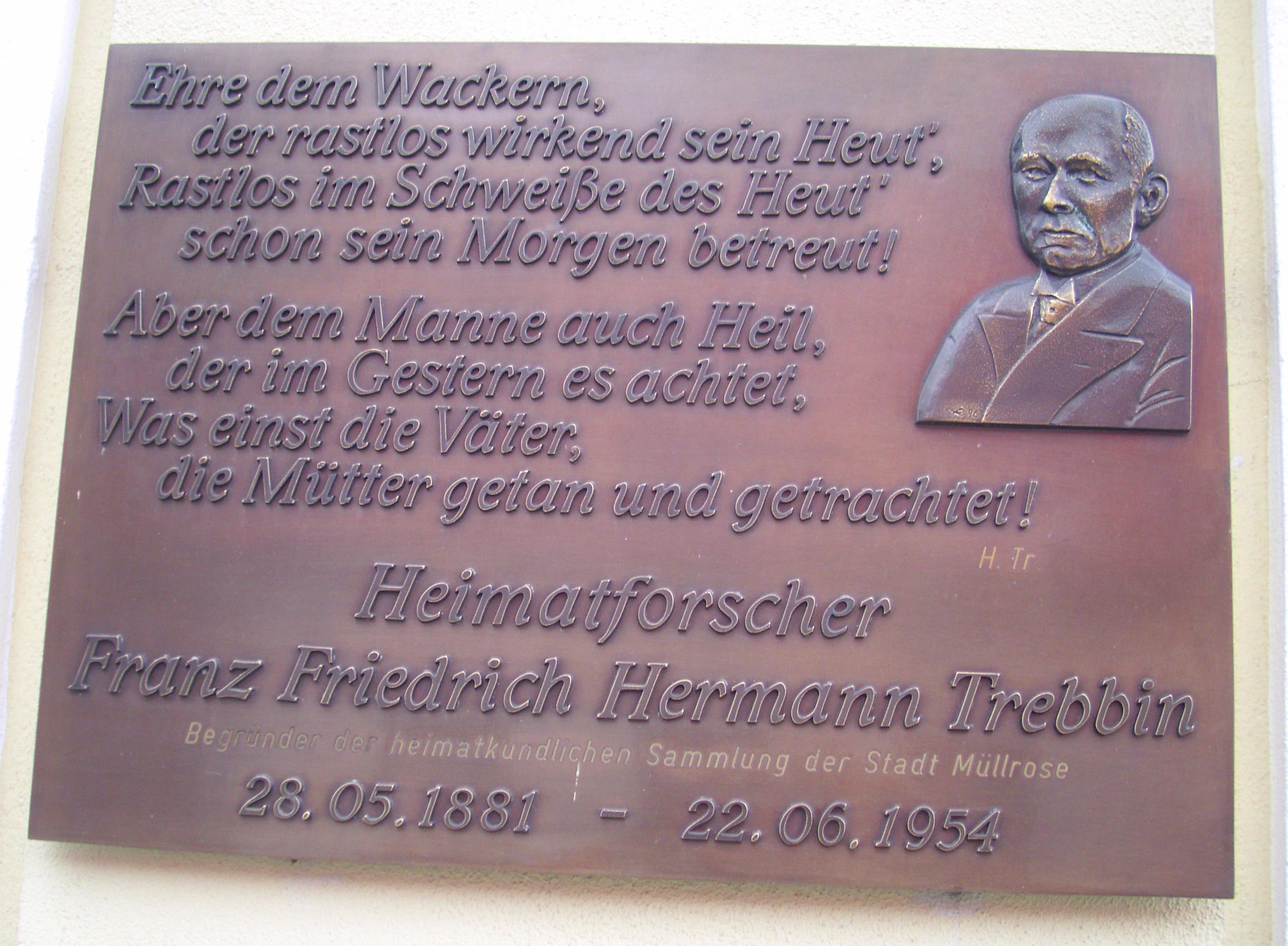
Gedenktafel mit dem Bildnis von Hermann Trebbin am Heimatmuseum Müllrose

## Werke
- Tröstet, tröstet mein Volk! Dichtungen, Ein Gruss in das ferne Heldengrab meines lieben Bruders Wilhelm, in Liebe und Treue dargebracht …. Strauch, Leipzig 1916.
- Von Zeit und Ewigkeit, Gedichte. Kranzverlag, Berlin 1931.
- Müllrose – aus den Schicksalen und Kämpfen einer märkischen Landstadt. Frankfurter Abhandlungen zur Geschichte, 10/11, Trowitzsch, Frankfurt/O., Berlin 1934 (überarbeiteter Nachdruck: Verlag Die Furt, Jacobsdorf 2003, ISBN 978-3-933416-45-2.)
- Von der germanischen Urzeit bis zum Ausklang des Dreißigjährigen Krieges. Aus der Vergangenheit des Kreises Lebus und der Stadt Frankfurt a. d. O., Darstellungen und Bilder. Teil 1; Frankfurter Abhandlungen zur Geschichte, 13, Harnecker, Frankfurt a. d. Oder 1937.
- Vom Ausklang des dreissigjährigen Krieges bis zum Ende der Befreiungskriege. Aus der Vergangenheit des Kreises Lebus und der Stadt Frankfurt a. d. O., Darstellungen und Bilder. Teil 2; Frankfurter Abhandlungen zur Geschichte, 14/15, Harnecker, Frankfurt a. d. Oder 1939.